# BHB (voilier)
Rennes/Saint-Malo Mer Entreprendre est un voilier monocoque de 40 pieds conçu pour la course au large, il fait partie de la classe Class40.

## Conception et historique
Construit à partir de plans TIZH 40 de Guillaume Verdier, il est mis à l'eau en 2017.
Il porte successivement les noms suivants : Espoir pour un café - Mer Entreprendre, Le Lion d'Or, Espoir pour un Rhum, Espoir pour un Rhum - Mer Entreprendre, Audi Saint Malo - Espoir pour un Rhum, Malouins Athena Groupe Immobilier Mer Entreprendre, et enfin Rennes/Saint-Malo Mer Entreprendre.
Il a participé à de nombreuses courses au large telles que la Transat Jacques-Vabre en 2017 et 2019, ainsi que la Route du Rhum en 2018.

## Palmarès (catégorie Class40)

### 2017
- 7e de la Transat Jacques Vabre

### 2018
- 2e de la RORC Caribbean 600
- 11e de 100 Milles et une Nuit
- 19e de la Dhream Cup Destination Cotentin
- 15e de la Route du Rhum

### 2019
- 5e de la RORC Caribbean 600
- 7e du Défi Atlantique Guadeloupe
- 9e de la Transat Jacques Vabre